# Dolisie
Dolisie, znane także jako Loubomo – miasto w południowo-zachodnim Kongu; stolica departamentu Niari; 160 tys. mieszkańców (2010). Ośrodek handlowy regionu rolniczego (bawełna, agawa sizalowa) i wydobycia złota; przędzalnie, garbarnie; lotnisko. Trzecie co do wielkości miasto kraju.